# Конштиця
Конштиця (словац. Konštica) — річка в Словаччині, права притока Порубського потоку, протікає в окрузі Мартін.
Довжина приблизно 5.5-6.9 км. Витік знаходиться в масиві Мала Фатра (частина Лучанська Фатра) —  на схилі Усипаної скелі — на висоті близько 910 метрів. Протікає  територією села Каменна Поруба.
Впадає у Порубський потік на висоті приблизно 470 метрів.